# Mesoleius fuscipes
Mesoleius fuscipes är en stekelart som beskrevs av Holmgren 1857. I den svenska databasen Dyntaxa används istället namnet Campodorus fuscipes. Enligt Catalogue of Life ingår Mesoleius fuscipes i släktet Mesoleius och familjen brokparasitsteklar, men enligt Dyntaxa är tillhörigheten istället släktet Campodorus och familjen brokparasitsteklar. Arten är reproducerande i Sverige. Inga underarter finns listade i Catalogue of Life.